# Christoph-Graupner-Kunstpreis
Der Christoph-Graupner-Kunstpreis ist ein Kunstpreis und wird seit 1992 vergeben. Er wird gegenwärtig alle zwei Jahre mit wechselnder Sparten-Ausschreibung für verschiedene Genres der Kunst und Musik ausgeschrieben.

## Geschichte
Der Christoph-Graupner-Kunstpreis wurde bis 2008 vom damaligen Landkreis Zwickauer Land vergeben, auf Grundlage einer entsprechenden Satzung vom 31. August 2001. Seitdem erfolgt die Vergabe durch den neuen Landkreis Zwickau, nunmehr auf Basis einer erneuerten Satzung vom 8. Dezember 2016. Bis dahin vergab der Landkreis Zwickau den Preis auch im Abstand von fünf Jahren als Christoph-Graupner-Ehrenpreis.

## Modalitäten
Der Preis wird zur Förderung von Kunst und Kultur vornehmlich der Region Westsachsen (Kulturräume Vogtland-Zwickau, Erzgebirge-Mittelsachsen und Chemnitz) sowie zur Popularisierung von Werk und Persönlichkeit des Musikers und Komponisten Christoph Graupner vergeben. Er besteht aus einer Verleihungsurkunde und einem Preisgeld bis zu 2.500 Euro. Die Teilnahme erfolgte z. B. 2014 durch das Einreichen einer Arbeit aus den Genres der klassischen Malerei oder Grafik in einer maximalen Höhe und Breite von jeweils 120 Zentimetern, sowie 2016 durch einen 15 bis 20 Minuten langen instrumentalen oder vokalen Vortrag eines Werkes aus der Zeit von Christoph Graupner und eines weiteren frei gewählten Werkes durch Instrumentalisten im Alter von 14 bis 21 Jahren. Bei der Organisation und Durchführung der Preisverleihung wird der Landkreis Zwickau abwechselnd im Bereich der Bildenden Kunst durch den Freundeskreis Schloss Wildenfels e. V. und im Bereich der Musik durch die Stadtverwaltung Kirchberg vertreten.

## Preisträger
- 1992 Malerei und Grafik: Elisabeth Decker[5][6]
- 1995 Malerei und Grafik: Barbara Mäder-Ruff[7][6]
- 1997 Musik: Chor Budyšin für Chormusik[8]
- 1998 Musik: Paul Eberhard Kreisel als Ehrenpreis[9]
- 1999 Malerei und Grafik: Jürgen Höfer[10] und Sylvia Schinko[11][6]
- 2001: Jeanette Förster[1]
- 2003 Malerei und Grafik: Regina Franke[6] und Peter Zaumseil[12]
- 2005 Musik: Ensemble Amadeus und Streichquartett der Kreismusikschule Clara Wieck (Werdau) für Kammermusik[1]
- 2007 Malerei und Grafik: Michaela List[1][6]
- 2010 Malerei und Grafik: Karla Schoppe[6] für „Warum?“[13]
- 2012 Musik: Pascal Kaufmann im Fach Cembalo[14]
- 2014 Malerei und Grafik: Siegfried Otto-Hüttengrund für „Astrid mit Wiesel“ (Mischtechnik)[5] (Dotierung: 2.500 Euro)[3]
- 2016 Musik: Frederik Gamberger für Fagott und Elias Störr für Klavier[15] (Dotierung: 600 EUR)[4]
- 2018 Malerei und Grafik: Bettina Haller für Grafikreihe zu Rilke-Gedichten[16]
- 2020 Musik: (abgesagt)[17]
- 2022 Malerei und Grafik: Jürgen Szajny für "Wer Wind sät, wird Sturm ernten (Hosea, Kapitel 8, Vers 7)"[18]
- 2024 Musik: André Weiß[19]